# Madih Belaïd
Madih Belaïd (arabe : مديح بالعيد), né le 1er janvier 1974 à Sousse, est un scénariste et réalisateur tunisien.

## Biographie
Madih Belaïd étudie à l'Institut maghrébin du cinéma de Tunis de 1994 à 1997. Après différents stages dans l’audiovisuel et la réalisation, il devient assistant-réalisateur sur plusieurs tournages en Tunisie et à l'étranger et participe à des ateliers d'écriture de scénario en France, en Allemagne et au Maroc.
Il écrit et réalise quatre courts métrages : Tout bouille rien ne bouge (1996), son film de fin d'études, Croix X (2006), L'Ascenseur (2007) et Allô (2008).
En 2014, il reçoit le prix de la meilleure réalisation pour le feuilleton Naouret El Hawa aux Romdhane Awards, attribués par Mosaïque FM. La même année, il est membre du jury de la deuxième édition du festival Les Nuits du court métrage tunisien à Paris.
En 2016, Madih Belaïd remporte le prix de la meilleure réalisation pour le feuilleton Al Akaber aux Romdhane Awards.
Il est marié à l'actrice Rim Riahi entre 2006 et 2022 ; ils sont parents de trois enfants.

## Réalisateur

### Cinéma
- 1996 : Tout bouille rien ne bouge
- 2006 : Croix X[4]
- 2007 : L'Ascenseur
- 2008 : Allô[5]

### Télévision
- 2006 : Les Enfants et la mer
- 2008 : Aâtini Wedhnek
- 2009-2011 : Njoum Ellil, écrit par Mehdi Nasra, Samia Amami, Saâd Ben Hussein et Abdelhakim Alimi
- 2012 : La Fuite de Carthage (téléfilm)
- 2014-2015 : Naouret El Hawa de Madih Belaïd avec Anis Ben Dali, Nazli Ferial Kallal, Maroua Ben Jemaï et Ghanem Zrelli et écrit par Riadh Smaâli, Sana Bouazizi
- 2016 : Al Akaber, écrit par Mohamed Aziz Houwam, Mohamed Ali Damak et Houssem Sahli
- 2017-2018 : El Khawa, écrit par Sara Britma
- 2019 : Ali Chouerreb (saison 2), écrit par Rania Mlika et Rabii Tekali

### Vidéos
- 2015 : spot promotionnel pour l'association Tunespoir[6]

## Premier assistant réalisateur

### Cinéma
- 2001 : Quo vadis ? de Jerzy Kawalerowicz
- 2001 : La Fille de Keltoum (Bent Kalthoum) de Mehdi Charef
- 2001 : I cavalieri che fecero l'impresa (The Knights of the Quest) de Pupi Avati
- 2004 : La Chorale du bonheur de Kay Pollak
- 2005 : Romantisme : deux comprimés matin et soir (court métrage) de Mohamed Ben Attia
- 2008 : Nine Miles Down (en) d'Anthony Waller
- 2010 : La Dernière heure d'Aly Abidy

### Télévision
- 2000 : Les Origines et les débuts de l'Islam de Tahsin Celal (série de cinq documentaires)
- 2004 : Rameses de Tom Pollack (docufiction)
- 2004 : La squadra de Francesco Pavolini (téléfilm)
- 2005 : Ancient Plastic Surgery de Philip J. Day (en) (docufiction)
- 2012 : Maria di Nazaret (it) de Giacomo Campiotti (téléfilm)

## Assistant réalisateur

### Cinéma
- 2002 : Khorma de Jilani Saadi
- 2004 : La Villa de Mohamed Damak
- 2004 : Noce d'été de Mokhtar Ladjimi

### Télévision
- 1998 : Le Ciel sous le désert d'Alberto Negrin (téléfilm)
- 1999 : Una donna per amico 2 de Rossella Izzo (it) (série)
- 2001 : Dhafayer de Habib Mselmani (série)
- 2002 : Dima Labess de Nejib Belkadhi (série)
- 2003 : L’Île maudite de Rémy Burkel (téléfilm)
- 2003 : Le Dernier Jour de Pompéi de Peter Nicholson (docufiction)
- 2004 : Gladiateurs de Tilman Remme (docufiction)
- 2010 : Augustine: The Decline of the Roman Empire de Christian Duguay (téléfilm)